# Анаврито
Анаврито (грч. Αναβρυτό) је насељено место у општини Кукуш у периферији Средишња Македонија, Грчка. Према попису из 2021. године било је 59 становника.
Према бугарском географу и историчару, Василу Канчову, у Анавриту је 1900. године живело 600 Турака. Године 1924. турско становништво је принудно исељено у Турску а на њихово место су насељене грчке избегличке породице из Турске. На попису из 1928. године Анаврито је имало 328 становника. Село се раније звало Вирлан.